# Bestie des Grauens
Bestie des Grauens (Originaltitel: Missile to the Moon = Rakete zum Mond) ist ein US-amerikanischer Science-Fiction-Film von 1958.

## Handlung
Dem Erfinder Dirk Green werden vom US-Militär die Mittel für sein geplantes Mondflugprojekt gestrichen, obwohl Greens Mondrakete, die auf seinem Grundstück steht, praktisch startbereit ist.
Überraschend erscheint der örtliche Sheriff und teilt Green mit, dass die beiden Sträflinge Gary und Lon entflohen sind. Da sie sich in der Rakete versteckt haben könnten, will er sie durchsuchen. Bei der Durchsuchung geht Green dem Sheriff voraus und entdeckt die beiden Entflohenen. Unter einem Vorwand verhindert Green, dass der Sheriff das Versteck betritt, sperrt die beiden aber ein, sodass sie die Rakete nicht verlassen können.
Nachdem der Sheriff gegangen ist, stellt Green Gary und Lon vor zwei Alternativen: Entweder werden sie Mitglieder seiner Raumschiffbesatzung oder sie werden dem Sheriff übergeben. Sie stimmen der Mondexpedition zu. Während der Startvorbereitungen betreten Greens Partner Arnold Dayton und seine Verlobte June Saxton auf der Suche nach Green unbemerkt die Rakete. Als der Startvorgang eingeleitet wird, können sie das Raumschiff nicht mehr verlassen und müssen an der Mondexpedition teilnehmen.
Während des Fluges wird June von dem brutalen und dümmlichen Gary sexuell belästigt, was von Green unterbunden wird. Beim Durchqueren eines Meteoritenfeldes gerät die Rakete in Turbulenzen. Green wird durch eine herabfallende Batterie schwer verletzt. Bevor er stirbt, gibt er Dayton ein Medaillon und bittet ihn, dieses seiner Lido zu geben. Dayton ist verwirrt, da diese Information unverständlich ist.
Auf dem Mond gelandet, müssen die Raumfahrer Raumanzüge benutzen, da die Atmosphäre mangels Sauerstoff für Menschen zu dünn ist. Sie werden von schwerfälligen Felsenwesen verfolgt und fliehen in eine Höhle, in der die Atmosphäre genügend Sauerstoff enthält, so dass sie die Raumanzüge ablegen können. Sie werden von geheimnisvollen Gestalten überfallen, die sie mit einem Gas einschläfern.
Als die Raumfahrer aufwachen, finden sie sich in einem Palast wieder. Dort werden sie von der Lido empfangen, der Herrscherin des Reiches Orlando. In Orlando leben nur noch junge Frauen. Aufgrund von Dirk Greens Medaillon, das Dayton trägt, glaubt die erblindete Lido, dass es sich bei Dayton um Dirk handelt, ihren Geliebten, der tatsächlich ein Mondbewohner und vor langer Zeit auf der Erde als Agent tätig war. Denn der Sauerstoffvorrat in den Mondhöhlen geht rapide zurück und die Bewohner von Orlando sind gezwungen, den Mond zu verlassen und die Erde zu besiedeln. Dirk sollte die Bedingungen auf der Erde auskundschaften.
Doch Lidos Konkurrentin Alpha will selbst Lido werden und Dayton heiraten, den sie ebenfalls für Dirk hält. Alpha will ihre irdische Konkurrentin June durch eine gigantische schwarze Spinne töten lassen, doch die Bestie tötet das Mondmädchen Lambda, das sich wiederum in den Sträfling Gary verliebt hatte. Alpha ermordet die Lido und erklärt sich selbst zur neuen Lido. Mithilfe von Zeta, die sich in Lon verliebt hat, gelingt den Raumfahrern die Flucht aus den Höhlen. Dabei kommt Gary, der sich eine Unmenge Diamanten angeeignet hat, aufgrund seiner Habgier bei einem Angriff der Felsenwesen durch die harte Sonnenstrahlung ums Leben. June, Dayton und Lon können den Mond mit der Rakete verlassen und zur Erde zurückkehren, während das Reich von Orlando im Chaos versinkt.

## Produktionsnotizen
Bestie des Grauens ist eine Neuverfilmung von Cat-Women of the Moon aus dem Jahr 1953. In den Film sind Dokumentaraufnahmen der deutschen V2-Rakete sowie Szenen aus Rakete Mond startet einmontiert. Die Außenaufnahmen wurden im Sommer 1958 im Red Rock Canyon gedreht. Als Felsenwesen agierten mit Schaumgummi ummantelte Darsteller.
Nina Bara (1920–1990) war in der Rolle der Tonga eine der beiden Hauptdarstellerinnen der populären Science-Fiction-Fernsehserie Space Patrol gewesen. Sie hatte jedoch nach ihrem Ausscheiden aus der Serie kaum noch Engagements erhalten und hoffte mit Bestie des Grauens auf ihren Durchbruch im Filmgeschäft, was nach Bill Warren aufgrund ihrer übertriebenen Darstellung der Alpha nicht gelang.
Die Mondmädchen werden durch Gewinnerinnen von Schönheitswettbewerben dargestellt, die im Vorspann genannt werden. So kann man die Missen von Florida, New Hamsphire, Jugoslawien, New York, Frankreich, Illinois, Deutschland (Renate Hoy) und Minnesota sehen.
Bestie des Grauens wurde im Oktober 1959 uraufgeführt. Die deutsche Erstaufführung war am 26. Januar 1962.
Weitere Aufführungstitel waren unter anderem Terríveis Monstros da Luna (Brasilien), Invasión de la Luna (Mexiko) und Fusée por la Lune (Belgien).

## Kritiken
Das Lexikon des internationalen Films urteilte lapidar: „Science-Fiction in Groschenheftqualität.“ Ähnlich sieht es Leonard Maltin, der viele Lacher sah, nur aus den falschen Gründen. Glenn Erickson meinte, der Film suche nach den Tiefen der Mittelmäßigkeit und sei überaus erfolgreich dabei, es sei eben nicht möglich, eine Reise zum Mond in einem Film ohne Budget zu zeigen. Die Spinne sei zwar eine armselige Marionette, da aber keine Fäden sichtbar seien trotzdem ein Höhepunkt der Produktion.
… In the late 1950s, Astor Pictures developed an unenviable but justified reputation for releasing the very worst science fiction and horror films ... “Missile to the Moon” is not only one of the most boring, preposterous movies ever made, it is one most cynically motivated: just take the bucks and run …
Bill Warren, Keep Watching the Skies ..., S. 573

## Überlieferung
Es liegen mehrere DVD-Editionen vor, auch auf Deutsch sowie eine nachkolorisierte Fassung.